# Concert per a clavecí núm. 6 (Bach)
El Concert per a clavecí num. 6, en fa major, BWV 1057, és una obra de Johann Sebastian Bach, el tercer concert per a clavecí d'un conjunt de sis concerts que aparegueren en un manuscrit autògraf, actualment a la Deutsche Staatsbibliothek de Berlín, i estan datats cap al 1738.

## Estructura i anàlisi
L'estructura de 3 moviments és la següent:
1. Allegro
2. Andante
3. Allegro assai

La instrumentació és: clavecí solista, flauta dolça I/II, violí I/II, viola, i baix continu (violoncel, violone). La durada aproximada és d'uns 17 minuts.
És una transcripció del Concert de Brandenburg núm. 4, BWV 1049. Com també intervenen dues flautes solistes, aquest concert és més un concerto grosso. El clavecí té un paper més important:
- en general, s'encarrega principalment de la part del violí del concert original;
- en el trio del moviment lent (Andante), també té una part de la part de les flautes i del violí, tocant amb les flautes en harmonia a quatre veus;
- en el darrer moviment té una reducció de la fuga amb la corda;
- quan no és protagonista, té una important tasca com a part del baix continu.

Bach probablement situà aquest concert amb el propòsit que fos l'últim de la sèrie, com la culminació de la col·lecció, motivat per la riquesa del color instrumental que produeix la presència de les tres famílies d'instruments, i la part del clavecí és extraordinàriament variada i eficaç.